# Folk im Schlosshof

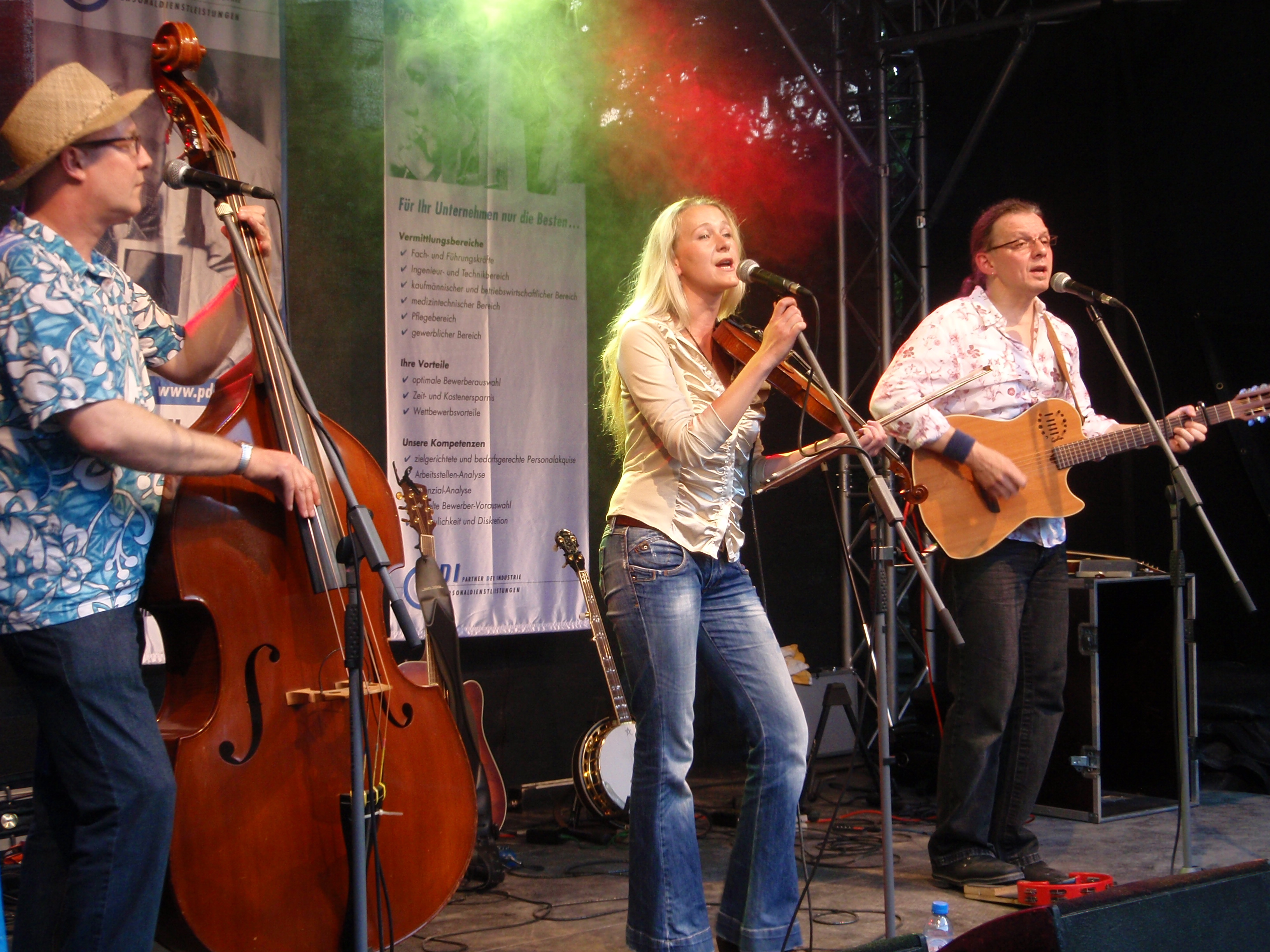
Indijana & The Jones (D) beim Folk im Schlosshof 2009

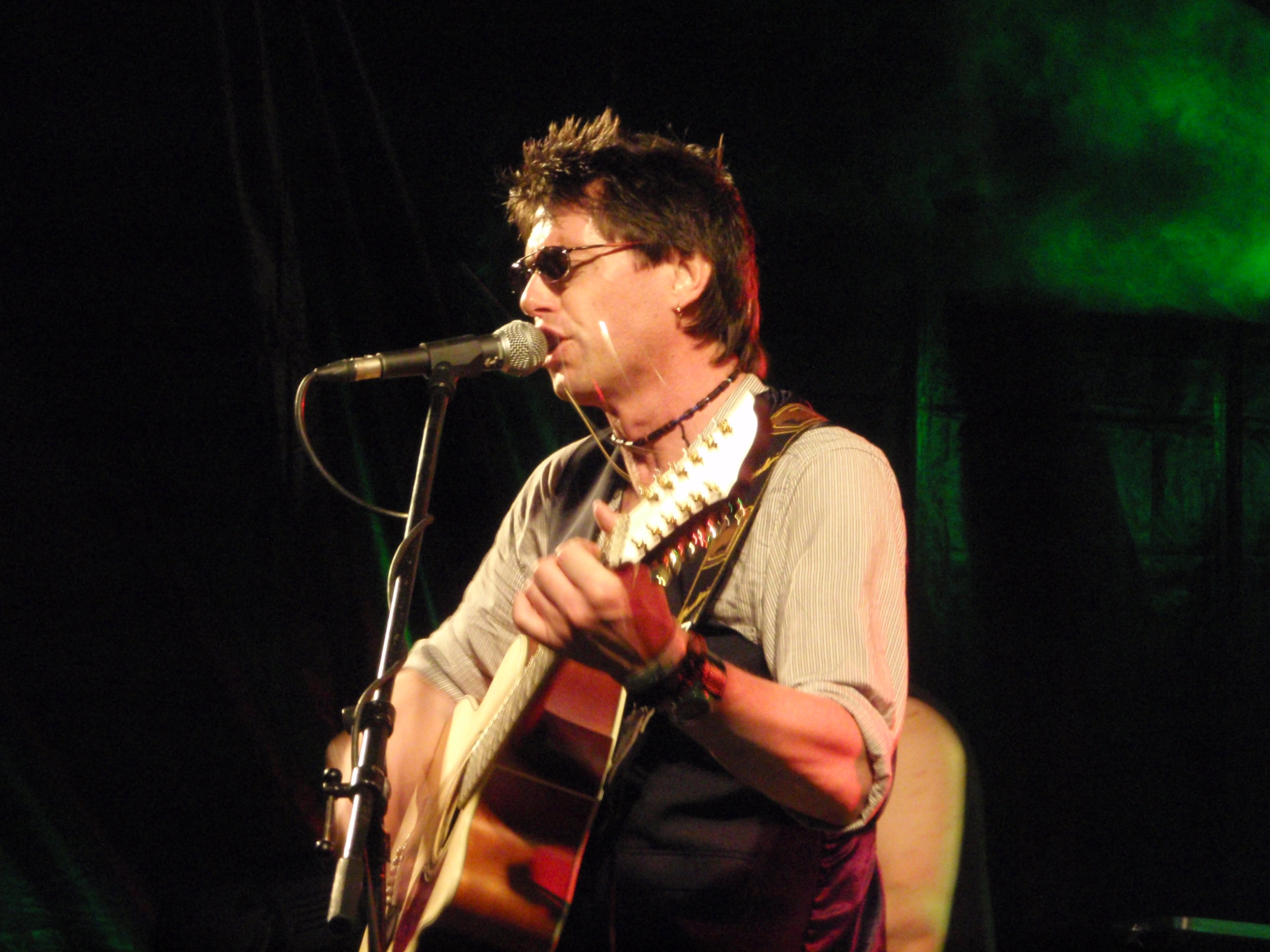
Bleeding Hearts (GB) beim Folk im Schlosshof 2009

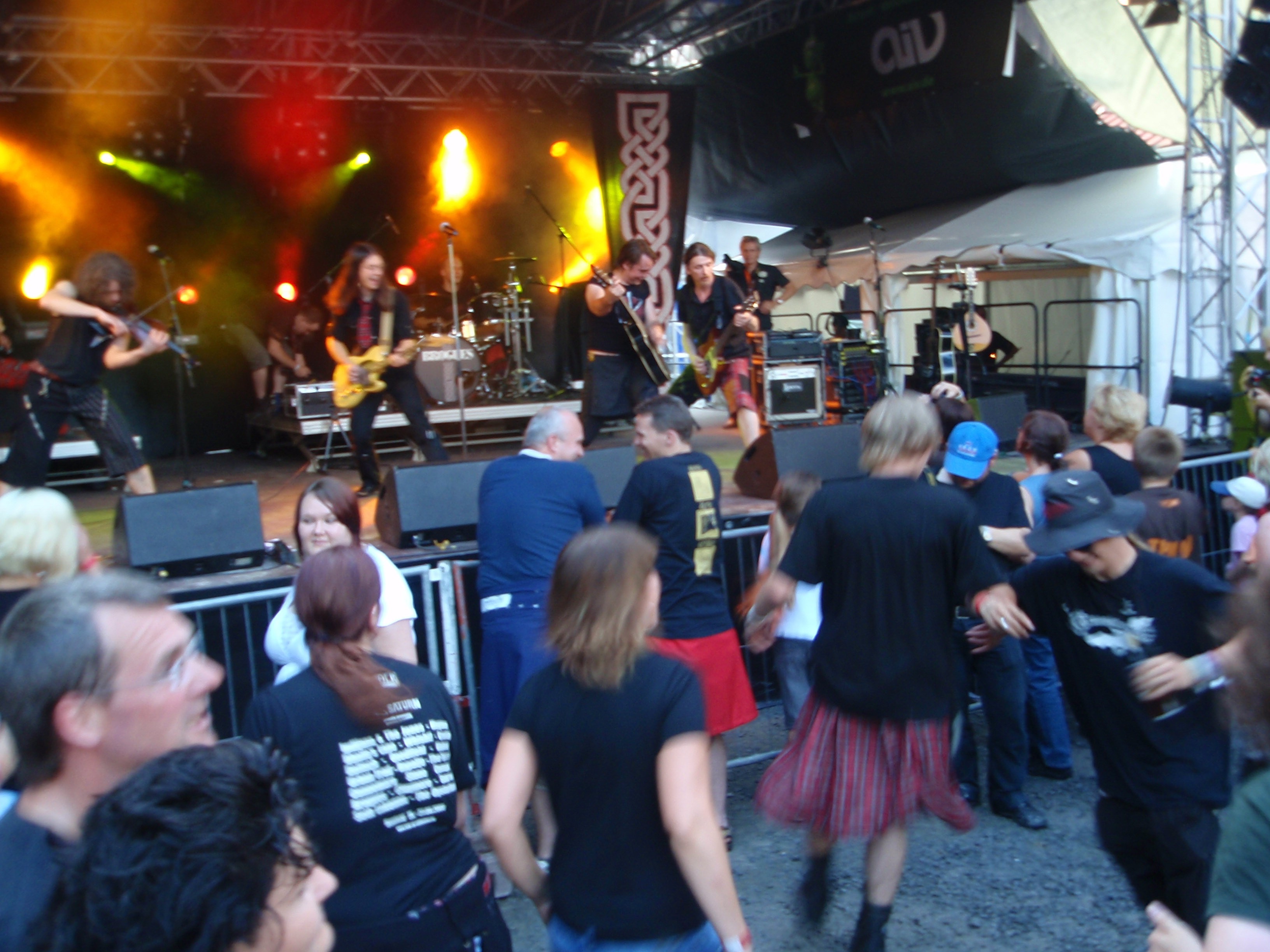
Brogues (D) beim Folk im Schlosshof 2009

Folk im Schlosshof war ein Folk-Festival, das von 2001 bis 2012 jährlich in Bonfeld, einem Ortsteil von Bad Rappenau, stattfand. Veranstalter waren der Sportverein Bonfeld und der Förderverein des Sportvereins Bonfeld. Als Veranstaltungsort wurden der Bonfelder Schlosspark an der Stelle des ehemaligen Unterschlosses sowie Teile der Meierei des Oberschlosses genutzt. Das Festival entwickelte sich rasch zum größten Irish-Folk-Festival in Süddeutschland und zu einem der bedeutendsten im deutschsprachigen Raum. Nachdem es 2013 kein Festival mehr gab, setzt seit 2014 die Blacksheep Kulturinitiative die Bonfelder Festivaltradition im Schlosshof in leicht verändertem Rahmen und mit einem breiteren musikalischen Spektrum mit dem Blacksheep Festival fort.

## Geschichte des Festivals
2001 begann das Festival mit einem Veranstaltungstag. 2003 wurde es auf zwei Tage erweitert und 2005 kam am Donnerstag noch eine Session mit Musikern der Bands und Musikern aus dem Publikum hinzu. In den folgenden Jahren gingen dieser Session noch Auftritte voraus, so dass das Festival drei komplette Tage umfasste. Im Festivalprogramm zu finden waren internationale Größen der Folk-Szene wie die Battlefield Band und Capercaillie aus Schottland, die Levellers und die Oysterband aus England, Dervish aus Irland, Enter the Haggis aus Kanada, deutschlandweit bekannte Folk-Bands wie Fiddler’s Green oder Paddy Goes to Holyhead genauso wie lokale Gruppen.
Die Veranstalter haben das Festival 2012 aus personellen Gründen aufgegeben. Die danach gegründete Blacksheep Kulturinitiative Bonfeld unter Vorsitz des Bundestagsabgeordneten Ulrich Schneider führt die Festivaltradition in Bonfeld seitdem in verändertem Rahmen fort. Beim erstmals für Juli 2014 angekündigten Blacksheep Festival möchte man künftig ein breiteres Spektrum an Bands bieten. Für die erste Ausgabe des Blacksheep Festival hat man u. a. Mother’s Finest, Fairport Convention, Horslips, New Model Army und Die Happy verpflichtet.

## Rahmenprogramm
Neben dem musikalischen Bühnenprogramm gibt es ein buntes Rahmenprogramm. So werden für Interessierte am Samstagvormittag unterschiedliche Workshops angeboten, die zum Thema Folk und Irland passen, beispielsweise Whiskey-Verkostung, irischer Stepptanz und Instrumentalworkshops.
In Anlehnung an die schottischen Highlandgames finden seit 2005 als Begleitprogramm die sogenannten Lowlandgames statt, in welchen sich Clans in verschiedenen Aufgaben messen können.
Außerdem treten im Festivalbereich vor und zwischen den Konzerten verschiedene Kleinkünstler und Musiker auf, beispielsweise Feuerkünstler, Gaukler, Stepptänzer, Dudelsackspieler (einzeln und als Gruppe) und Straßenmusiker. 

## Teilnehmer

### 2012
- Bardic (D/Irland)

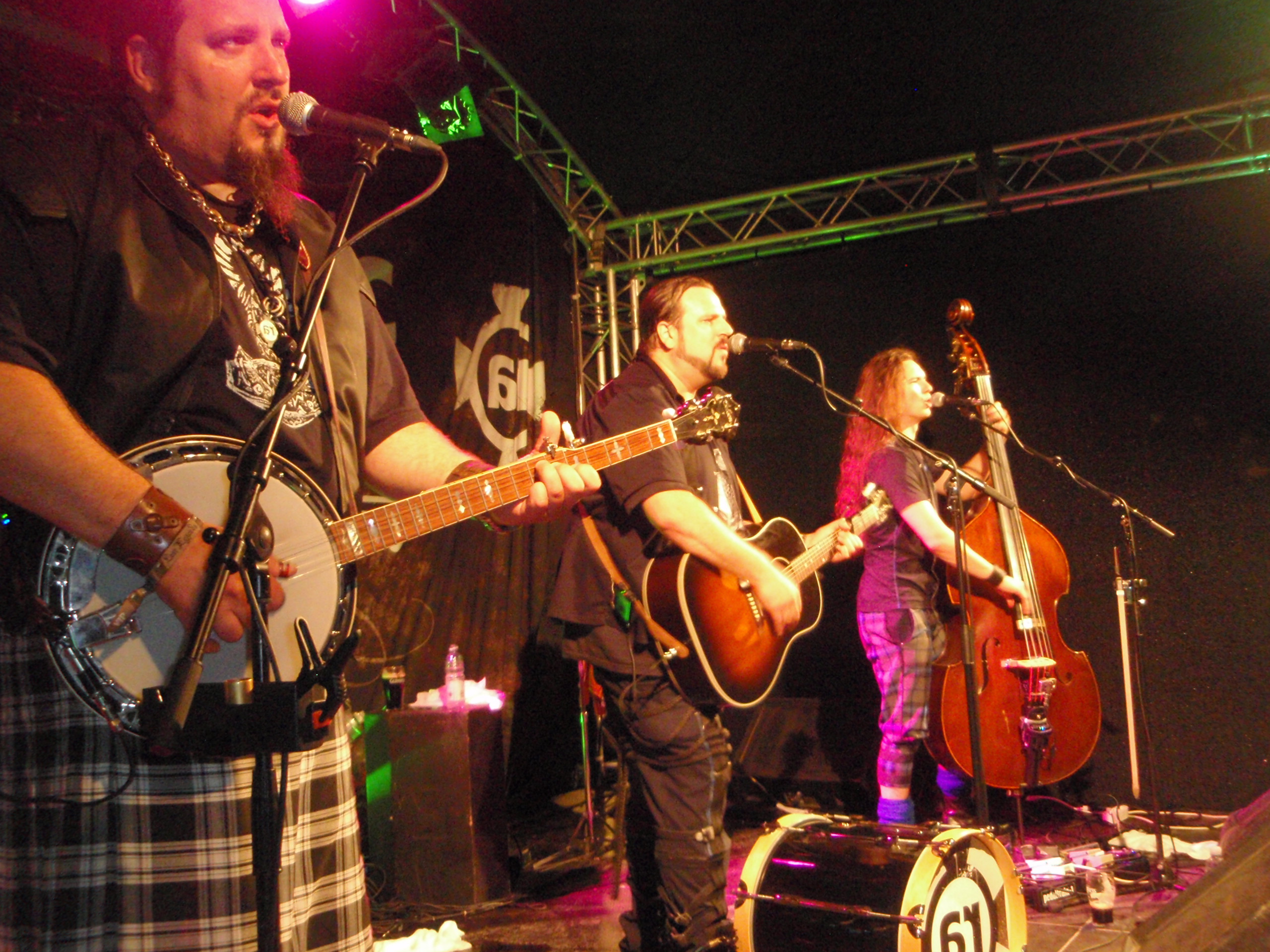
Acoustic Revolution beim Folk im Schlosshof 2012

- Geraldine MacGowan and friends (Irland)
- Acoustic Revolution (D)
- McMontos (D)
- The Rapparees (Nordirland)
- Ladies of the Canyon (Kanada)
- Skerryvore (Schottland)
- Altan (Irland)
- Seth Lakeman (Großbritannien)
- Wendrsonn (D)
- Fleadh (D/Irland)
- F. Lane and P. Kelly (Irland)
- Hardy the Piper (D)
- Saskia Konz (Österreich)
- Firkin (Ungarn)
- Coast (Großbritannien)
- Carmine (Belgien)
- The Mahones (Kanada)
- Ahab (Großbritannien)
- The Levellers (Großbritannien)
- Goo Birds Flight (D)
- Covered Grass (D)
- Hans Theessink (Niederlande)
- Dhalia’s Lane (D/Iran/Australien)

### 2011
- 2 Duos (D/Schottland)
- IRISHsteirisch (Österreich)
- Searson (Kanada)
- Goodfield (D)
- Uiscedwr (Großbritannien)
- Cara (D/Schottland/Irland)
- Carlos Núñez (Spanien)

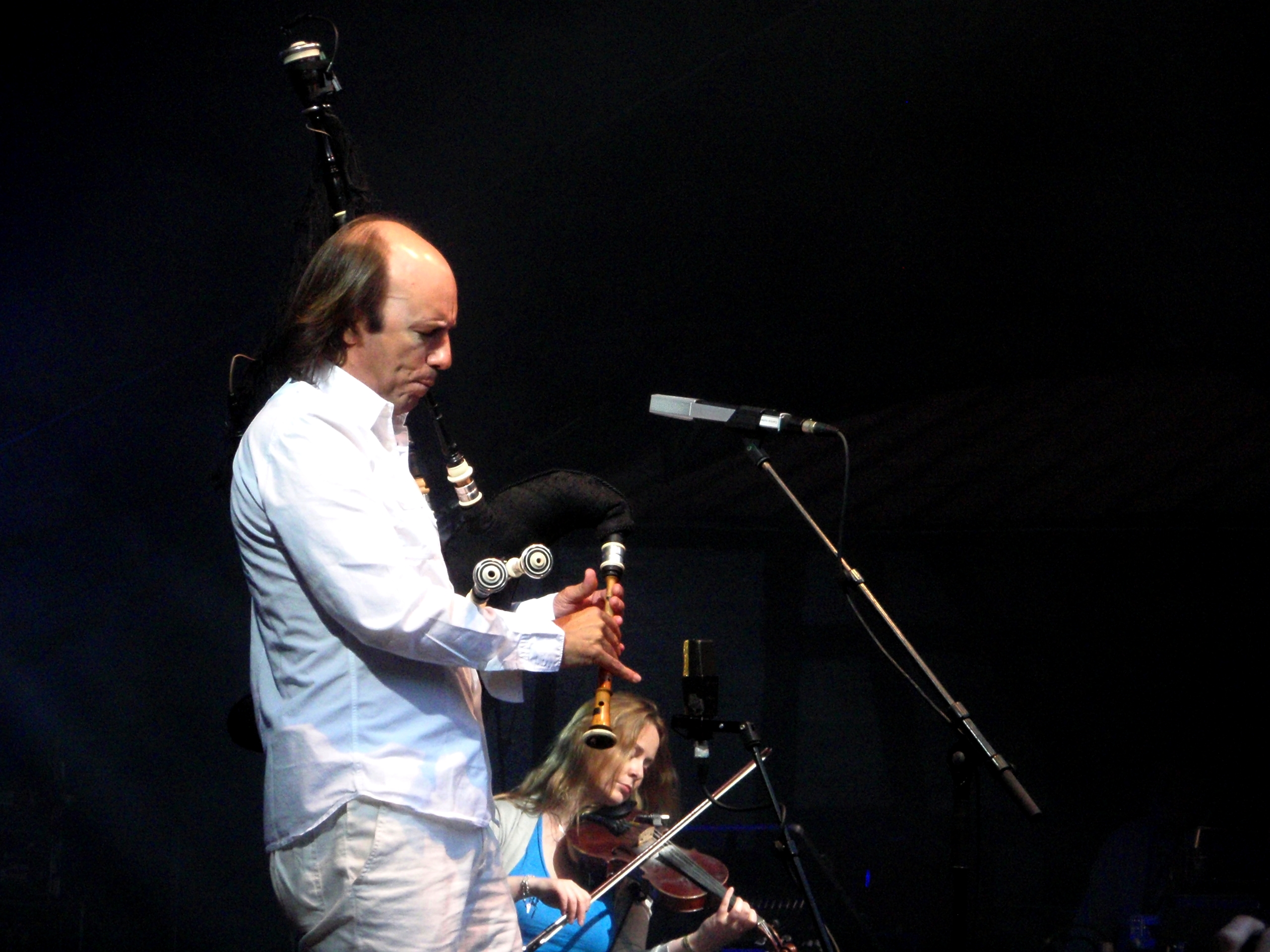
Carlos Núñez beim Folk im Schlosshof 2011

- Treacherous Orchestra (Großbritannien)
- Elders (USA)
- A Pint o'Music (D)
- 4Weel Drive (Belgien/D)
- Stuttgart University Pipe Band (D)
- Staufer Irish Dancers (D)
- Trailhead (D)
- E3 Acoustic Trio (D/USA)
- Mr. Irish Bastard (D)
- 3Daft Monkeys (Großbritannien)
- Polkaholix (D)
- Madison Violet (Kanada)
- Coast (Großbritannien)
- Enter the Haggis (Kanada)
- Wolfstone (Schottland)

### 2010
- Colin Wilkie
- Dale Wilde Band
- Cobblestones
- Screaming Orphans (Irland/USA)
- Weißdorn
- Beoga (Irland)
- Rapalje (Niederlande, Schottland)
- The Dubliners (Irland)
- Paperboys (Kanada)
- Red Hot Chilli Pipers (Schottland)
- Irish Trad Heads
- Paul Daly Band
- Blunt (Belgien)
- Cromdale
- Fiddler’s Green
- The Seer
- The Levellers Acoustic (England)
- Show of Hands (England)
- Oysterband (England)
- Solid Ground
- Augenblick
- Ensemble Street Live
- L. Bow Grease

### 2009

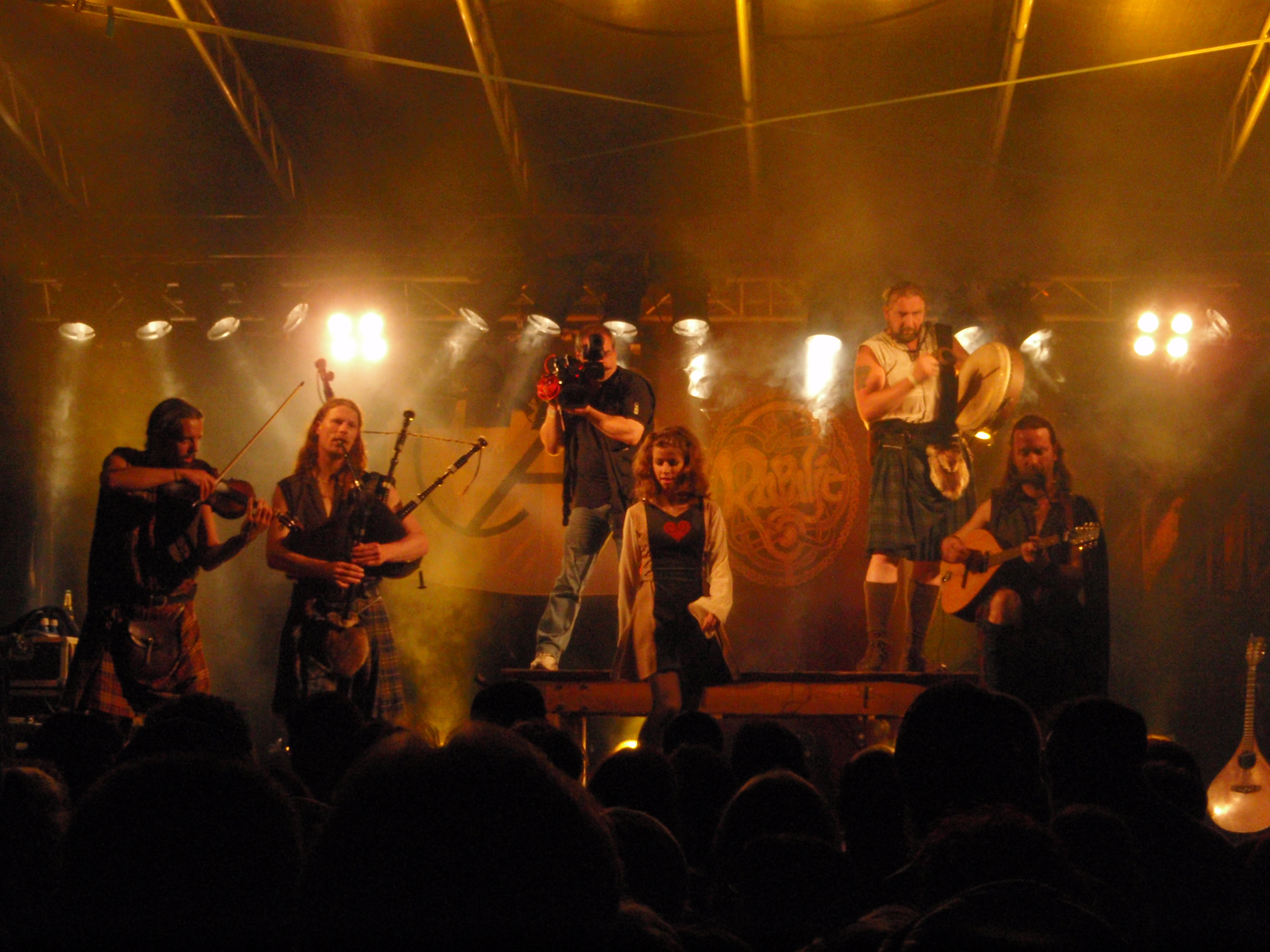
Rapalje (NL) beim Folk im Schlosshof 2009

- Indijana & the Jones
- Megson
- Dhalia’s Lane
- Goodfield
- Whisht!
- Grada
- Heiter bis Folkig
- Urban Trad
- Deitsch (Band)
- Rapalje
- The Elders
- Connemara Stone Company
- Aisleng
- The Bleeding Hearts
- The Brogues
- Seth Lakeman
- Searson
- Oysterband

### 2008
- Mike Janipka
- Matching Ties
- Dale Wilde
- Broom Bezzums
- Cobblestones
- Cara
- Paperboys
- Capercaillie
- An Cat Dubh
- Tears for Beers
- Cromdale
- Red Hot Chilli Pipers
- The Seer
- The Levellers

### 2007
- Pat Cooksey
- Wayfaring Strangers
- Black Velvet Band
- Laridée
- Dervish
- Solas
- Rapalje
- In Search of a Rose
- Lack of Limits
- The Seer
- Fiddler’s Green
- Oysterband

### 2006
- Midnight Court
- Battlefield Band
- Urban Trad
- Rapalje
- Solid Ground
- Puke
- Anne Haigis
- Cromdale
- Enter the Haggis

### 2005
- Gael Sli
- Dale Wilde Band
- Rapalje
- Garden of Delight
- Tears for Beers
- Cromdale
- Bardic
- Enter the Haggis
- Fiddler’s Green

### 2004
- Aisleng
- Smoky Finish
- Dale Wilde Band
- Paddy Goes to Holyhead
- Cromdale
- Goo Birds Flight
- Fiddler’s Green
- Bardic
- Schandmaul

### 2003
- More Maids
- Dale Wilde Band
- Stokes
- Lady Godiva
- Paddy Goes to Holyhead
- Fiddler’s Green

### 2002
- Bachelors Walk
- Black Velvet Band
- Fiddler’s Green

### 2001
- Colin Wilkie
- Black Velvet Band
- Böckinger Kellerband

## Trivia
- Viele der Zuschauer übernachten auf einem rund um die Bonfelder Sporthalle eingerichteten improvisierten Zeltplatz.
- In der Presse findet das Festival immer wieder ein großes Echo. So berichtete zum Beispiel der SWR am 27. Juni 2005 in einen Landesschau-Fernsehbeitrag über das Festival.
- Das Festival hat zwei große Hauptbühnen sowie eine Nebenbühne im Schlossinnenhof, die im Wechsel bespielt werden, so dass das Publikum keine großen Umbaupausen in Kauf nehmen muss.
- Für das Festival wird seit 2006 jedes Jahr extra ein eigener Irish Pub namens Folkers eröffnet, der nach Ende des Festivals bis zum nächsten Jahr seine Türen schließt. Dort findet am Ende der jeweiligen Festivaltage häufig auch noch eine kleine Session statt.
- Vom Festival 2007 wurde eine Live-Doppel-CD erstellt, und von den Festivals 2008 und 2009 wurden jeweils eine Live-Doppel-DVD sowie eine Live-Doppel-CD erstellt.